# Julie Van de Velde
Julie Van de Velde (født 2. juni 1993) er en belgisk cykelrytter.
Hun repræsenterede Belgien ved sommer-OL 2020 i Tokyo, hvor hun sluttede på en 42. plads i kvindernes fællesstart.